# SNAPIN
SNAPIN (англ. SNAP associated protein) – білок, який кодується однойменним геном, розташованим у людей на короткому плечі 1-ї хромосоми.  Довжина поліпептидного ланцюга білка становить 136 амінокислот, а молекулярна маса — 14 874.
| 10         |  | 20         |  | 30         |  | 40         |  | 50         |
| ---------- |  | ---------- |  | ---------- |  | ---------- |  | ---------- |
| MAGAGSAAVS |  | GAGTPVAGPT |  | GRDLFAEGLL |  | EFLRPAVQQL |  | DSHVHAVRES |
| QVELREQIDN |  | LATELCRINE |  | DQKVALDLDP |  | YVKKLLNARR |  | RVVLVNNILQ |
| NAQERLRRLN |  | HSVAKETARR |  | RAMLDSGIYP |  | PGSPGK     |  |            |

A: Аланін

C: Цистеїн

D: Аспарагінова кислота

E: Глутамінова кислота

F: Фенілаланін

G: Гліцин

H: Гістидин

I: Ізолейцин

K: Лізин

L: Лейцин

M: Метіонін

N: Аспарагін

P: Пролін

Q: Глутамін

R: Аргінін

S: Серин

T: Треонін

V: Валін

Кодований геном білок за функцією належить до фосфопротеїнів. 
Задіяний у таких біологічних процесах як взаємодія хазяїн-вірус, екзоцитоз, поліморфізм, ацетиляція. 
Локалізований у цитоплазмі, мембрані, клітинних контактах, цитоплазматичних везикулах, лізосомі, апараті гольджі, синапсах.